# Meliše
Meliše je naselje v Občini Ljubno